# Crouzet (Unternehmen)
Crouzet GmbH ist der deutsche Sitz von Crouzet Automatismes, einem multinationalen Unternehmen, welches von Schneider Electric übernommen wurde und weltweit mit 2000 Mitarbeitern vertreten ist. Crouzet hat sich auf Automatisierungs- und Regelungsprodukte sowie Anwendungen für Luftfahrt, Verteidigung und Marine spezialisiert.

## Produkte und Tätigkeitsbereiche
- Steuern und Automatisieren (Netzteile, Temperaturregler, Zähler, Zeitrelais)
- Motoren (Gleichstrommotoren, Synchronmotoren, Schrittmotoren)
- Halbleiterrelais (unter anderem zur Steuerung von Warenautomaten und Ampelanlagen)
- Schalter und Sensoren (Mikroschalter, Positionsschalter, Förder- und Hebetechnik)
- Luftfahrt- und Militärtechnik (Schalten, Erfassen und Mensch-Maschine-Systeme)
- Pneumatik (Grenztaster, Druckschalter, Vakuumgeräte)

Crouzet entwickelt und produziert Anwendungen in den Branchen Automobilindustrie, Luftfahrt und Industrie.
Außerdem werden neue Produkte für den Schienenverkehr entwickelt.

## Crouzet bei Schneider Electric
Als Konzerngesellschaft von Schneider Electric arbeitet Crouzet in den Bereichen Automatisierungs- und Steuertechnik.
Es existieren über 350 Vertriebsbüros in 40 Ländern und 8 Fertigungsbetriebe, unter anderem in den USA, in Frankreich und Marokko.